# كريستوفر روبنسون (محامي)
كريستوفر روبنسون هو محامي كندي، ولد في 21 يناير 1828، وتوفي في 31 أكتوبر 1905 في تورونتو في كندا.